# Pressure (chanson de Nadia Ali)
Pour les articles homonymes, voir Pressure.
Singles par Nadia Ali
Rapture
(2010) When it Rains
(2011)
Pressure est une chanson de la chanteuse Nadia Ali et des DJs et compositeurs Starkillers et Alex Kenji (de). Le single sort le 15 février 2011 sous le label Spinnin' Records.

## Liste des pistes
- Téléchargement numérique # 1

1. "Pressure" (Original Mix) - 6.01

- Téléchargement numérique # 2

1. "Pressure" (Alesso Remix) - 6.06
2. "Pressure" (Clokx Extended Commercial Remix) - 5.32
3. "Pressure" (Matan Caspi & Eddy Good Remix) - 6.06
4. "Pressure" (Rene Amesz Remix) - 7.23
5. "Pressure" (Calvin West Extended Remix) - 8.07

- États-Unis iTunes Release

1. "Pressure" (Alesso Radio Edit) - 3.00

- Belgique Téléchargement numérique # 1

1. "Pressure" (Alesso Radio Mix) - 3:02
2. "Pressure" (Alesso Rmx) - 6.06
3. "Pressure" (Clokx Radio Rmx) - 3.16
4. "Pressure" (Clokx Extended Commercial Rmx) - 5.31
5. "Pressure" (Calvin West Extended Rmx) - 8.06

- Belgique Téléchargement numérique # 2

1. "Pressure" (Crackerjack Rmx) - 6.00
2. "Pressure" (DJ Exodus & Leewise Rmx) - 7.34
3. "Pressure" (Full New April Mix) - 6.00
4. "Pressure" (George F, Eran Hersh & Damon Rmx) - 8.15
5. "Pressure" (Marcus Maison & Will Dragen Rmx) - 6.08
6. "Pressure" (Matan Caspi & Eddy Good Rmx) - 6.05

- Belgique Téléchargement numérique # 3

1. "Pressure" (Original Mix) - 6.00
2. "Pressure" (Nikolas & Albert Day Rmx) - 5.12
3. "Pressure" (O.B. Rmx) - 7.03
4. "Pressure" (Ron Reese & Dan Saenz Rmx) - 6.33
5. "Pressure" (YOS Mo' Preshaa Rmx) - 8.16
6. "Pressure" (Rene Amesz Rmx) - 7.22

- Royaume-Uni Téléchargement numérique

1. "Pressure" (Alesso Radio Edit)
2. "Pressure" (Tim Mason Remix)
3. "Pressure" (Zomboy Remix)
4. "Pressure" (Alesso Remix)
5. "Pressure" (Roul Doors vs East & Young Remix)
6. "Pressure" (Clokx Radio Remix)
7. "Pressure"

## Crédits et personnels
- Auteur-compositeur – Nadia Ali
- Compositeur et producteur – Nick Terranova, Alex Kenji
- Voix – Nadia Ali

## Classement par pays
| Classement (2011)               | Meilleure position |
| ------------------------------- | ------------------ |
| Belgique (Flandre Ultratip 100) | 37                 |
| Belgique (Wallonie Ultratip 50) | 16                 |
| Pays-Bas (Single Top 100)       | 97                 |

## Historique de sortie
| Pays        | Date             | Format                   |
| ----------- | ---------------- | ------------------------ |
| Monde       | 15 février 2011  | Téléchargement numérique |
| Pays-Bas    | 28 février 2011  | Téléchargement numérique |
| Italie      | 6 juillet 2011   | CD single                |
| États-Unis  | 13 juillet 2011  | Téléchargement numérique |
| Belgique    | 3 août 2011      | Téléchargement numérique |
| Irlande     | 18 novembre 2011 | Téléchargement numérique |
| Royaume-Uni | 21 novembre 2011 | Téléchargement numérique |